# 오사와 하루카
오사와 하루카(일본어: 大澤 春花, 2001년 4월 15일 ~ )는 일본의 여자 축구 선수이다.

## 구단 경력
2020년 제프 유나이티드 지바에 입단하였다.

## 국가대표팀 경력
그녀는 2018년 FIFA U-17 여자 월드컵에 참가할 일본 U-17 국가대표팀에 발탁되었으며, 4경기에 출전, 2득점을 넣었다.
2022년 아시안 게임에 참가할 일본 국가대표 B팀에 발탁되었으며, 7득점을 기록했으며 일본이 우승을 달성하는데 크게 기여하였다.
2025년 EAFF E-1 풋볼 챔피언십에 참가할 일본 국가대표팀에 발탁되었으며, 7월 9일 중화 타이베이와의 경기에서 데뷔했다.